# Calypso (navire)
Pour les articles homonymes, voir Calypso (homonymie).
La Calypso est un navire océanographique équipé et employé par l'explorateur maritime Jacques-Yves Cousteau pour ses campagnes scientifiques et ses tournages de films documentaires,.
Portant le nom de Calypso, nymphe de la mer de la mythologie grecque, le navire et son équipage parcoururent les mers et océans du globe du 24 novembre 1951 jusqu'en janvier 1996. Grâce à la télévision et aux livres, la Calypso devint un des emblèmes de l'exploration maritime et de l'écologie mondiale dans la seconde moitié du XXe siècle, à l'image de ses illustres prédécesseurs La Boussole et L'Astrolabe, le Beagle, le Challenger, le Pourquoi Pas ? ou l'Hirondelle.

## Histoire

### Seconde Guerre mondiale

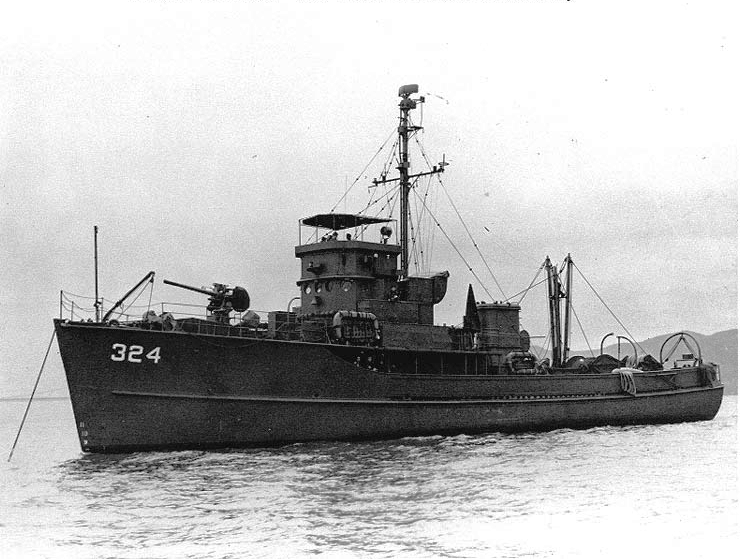
Un dragueur de mines de la même série que celle dont est issue la Calypso.

La Calypso est, à l'origine, un dragueur de mines américain de classe BYMS construit par la Ballard Marine Railway Company de Seattle pour le compte de la Royal Navy, alors en guerre contre l'Axe. Sa coque, quille, membrures, bordé et tableau arrière sont entièrement en bois. Commandée le 12 août 1941 sous la désignation BYMS-26, elle est lancée le 21 mars 1942 et mise en service dans la Royal Navy en février 1943 sous le nom de HMS J-826. Elle est affectée en mer Méditerranée où l'un de ses sister-ship explose.
En 1944, elle est ré-immatriculée BYMS-2026 et basée à Malte avant d’être radiée du registre naval en 1947.

### Après la guerre

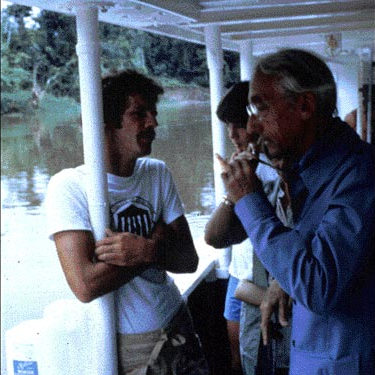
Le commandant Jacques-Yves Cousteau à bord de la Calypso, dans les années 1970.

Après la Seconde Guerre mondiale, elle est rachetée et convertie en ferry pour assurer des liaisons entre Malte et l'île de Gozo. Elle est alors baptisée du nom de la nymphe de la mythologie grecque Calypso, dont l’île mythologique d’Ogygie (selon l'oeuvre l'Odyssée d'Homère) est parfois identifiée à Gozo.
En 1949, le milliardaire irlandais et ancien député Thomas Loel Guinness achète la Calypso et un de ses jumeaux, au travers de la Société anglo-française Auniac-Guinness, avec le projet de les transformer en yacht de luxe. Cependant, en attendant il loue pour un franc symbolique par an l'un des deux navires, la Calypso, au commandant Jacques-Yves Cousteau. Celui-ci l’envoie à Antibes dans un chantier naval, où elle sera transformée et convertie en navire d'expédition et de base de soutien pour la plongée, le tournage de films et la recherche océanographique. Elle est basée et immatriculée à Toulon.

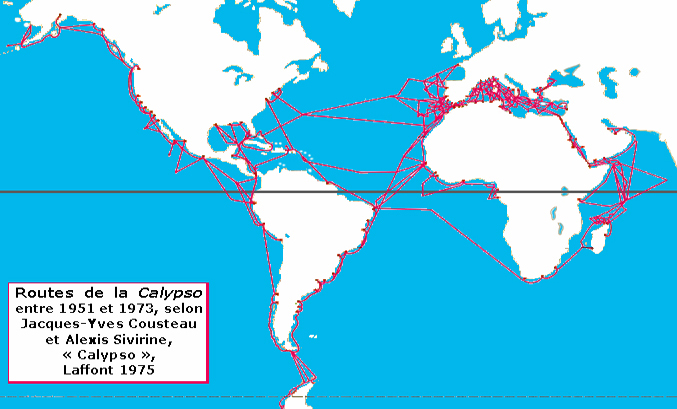
Les itinéraires de la Calypso à travers le globe, entre 1951 et 1973.

Elle passe ses premières années d'explorations dans les mers Méditerranée et Rouge, ainsi que dans le Golfe Persique en prospection pétrolière pour le compte de sociétés privées, ce qui permet de rembourser les dettes contractées pour l'équiper, étant à l'époque le seul navire océanographique privé. Elle transporte alors une équipe et du matériel de pointe, y compris deux mini-sous-marins développés pour le compte de J.Y Cousteau, les SP-500, baptisés « puces de mer », une soucoupe de plongée Denise SP-350 et des scooters sous-marins. 

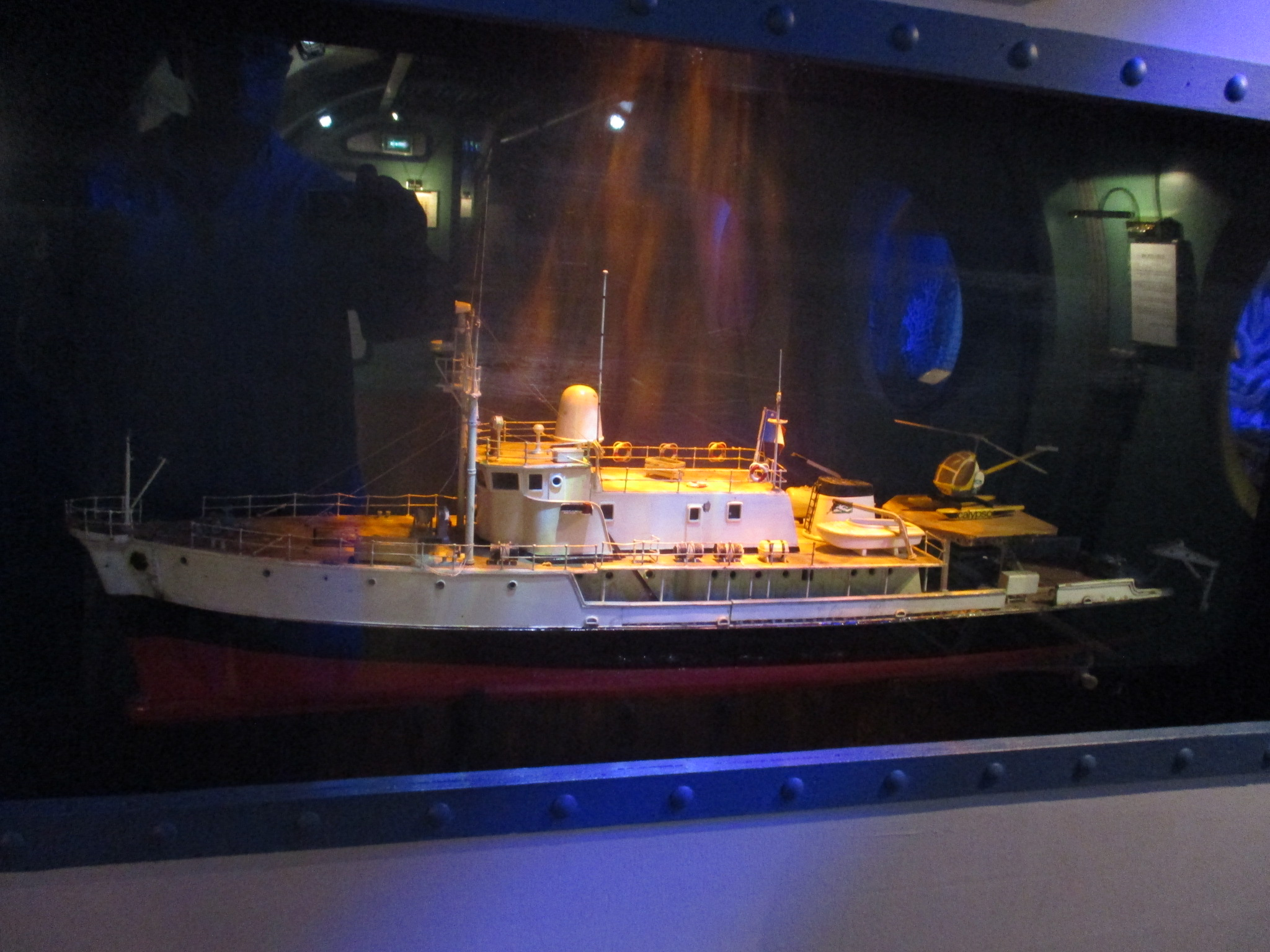
Modèle réduit du musée des modèles réduits du Vieux-Port de La Rochelle.

Le navire est également équipé d'une chambre d'observation vitrée, ajoutée à l'étrave à trois mètres sous la ligne de flottaison et adaptée pour accueillir du matériel scientifique. L'arrière est aménagé (et plus tard, l'avant) en plate-forme pour l'atterrissage d'un hélicoptère Hughes 300. Avec ces équipements, la Calypso vogue durant quarante ans sur toutes les mers du globe, notamment pour le tournage à partir de 1967 de la longue série documentaire L'Odyssée sous-marine de l'équipe Cousteau qui rend le navire et l'équipe mondialement connus.

### Le naufrage

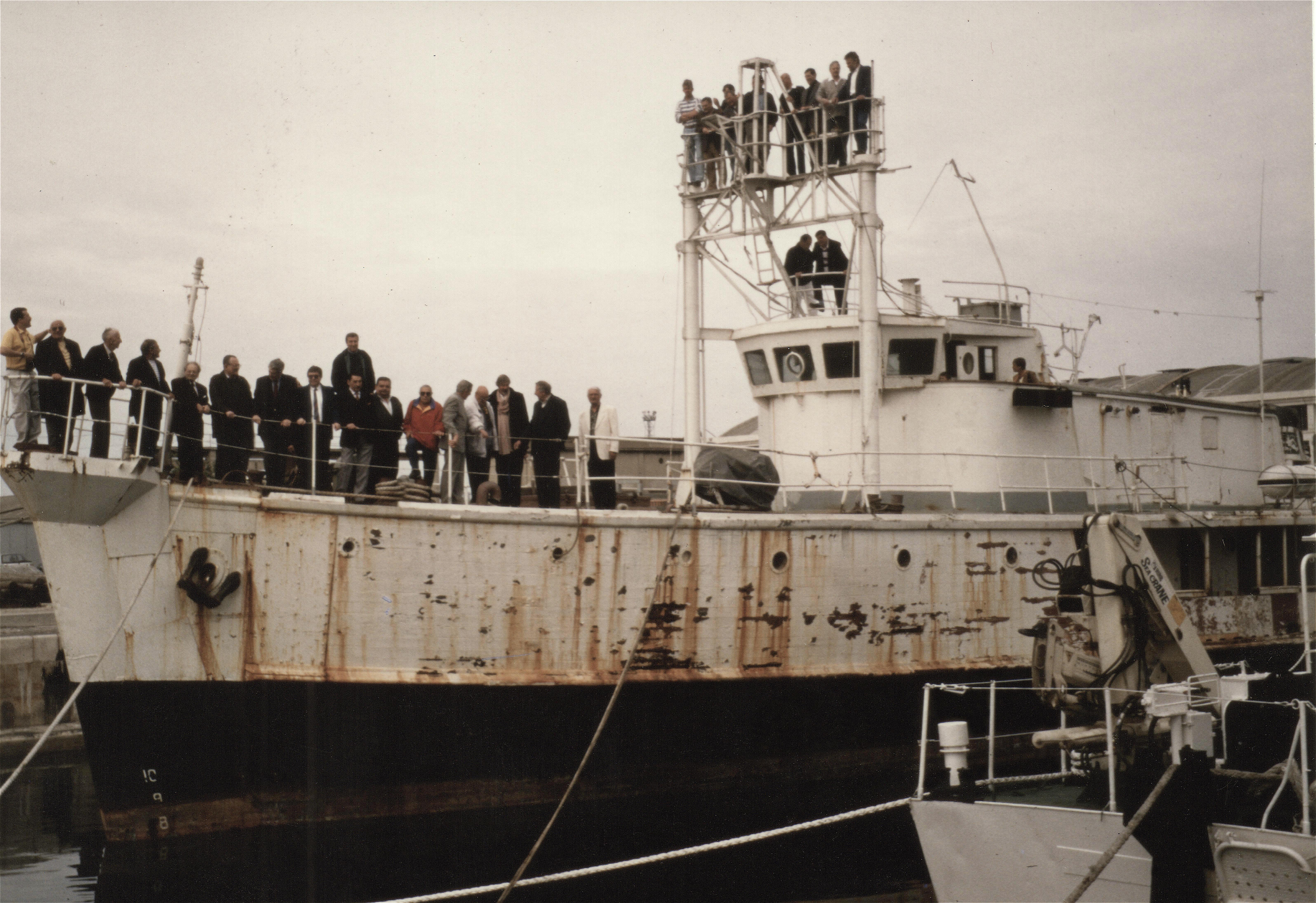
Les anciens de la Calypso à Marseille, avril 1997 (à la proue, on reconnaît en 2e, 3e et 4e position Claude Wesly et Albert Falco, ainsi que Philippe Tailliez qui n'est pas un ancien du navire, mais le mentor de J.Y. Cousteau dans les années 1930-1940)

En janvier 1996 dans le port de Singapour, une barge manoeuvrant, heurte accidentellement la Calypso qui était à quai. Le bateau coule à 80 %, un an et demi avant la disparition de son célèbre commandant le 25 juin 1997. Après ce naufrage, il écrit : « Je veux que la Calypso reste au service de la Science et de l’Éducation ». Renflouée, et la coque réparée, elle est convoyée en France sous l'autorité d'Albert Falco, ancien capitaine du navire. Après avoir passé un certain temps à flot dans le port autonome de Marseille, elle est remorquée vers le bassin des chalutiers du Vieux-Port de La Rochelle et mise à quai le long du Musée maritime de La Rochelle le 7 juin 1998, où un chantier rochelais choisit commence sa restauration, mais de graves différends entre Francine Cousteau et Jean-Michel Cousteau au sujet de l'héritage moral et patrimonial du Commandant, se traduisent par une longue série d'actions juridiques qui, avec les difficultés financières des uns et des autres et les retards d'exécution consécutifs, se concluent par l'arrêt des travaux et la mise sous bâche de protection plastifiée du pont et des superstructures du bateau.

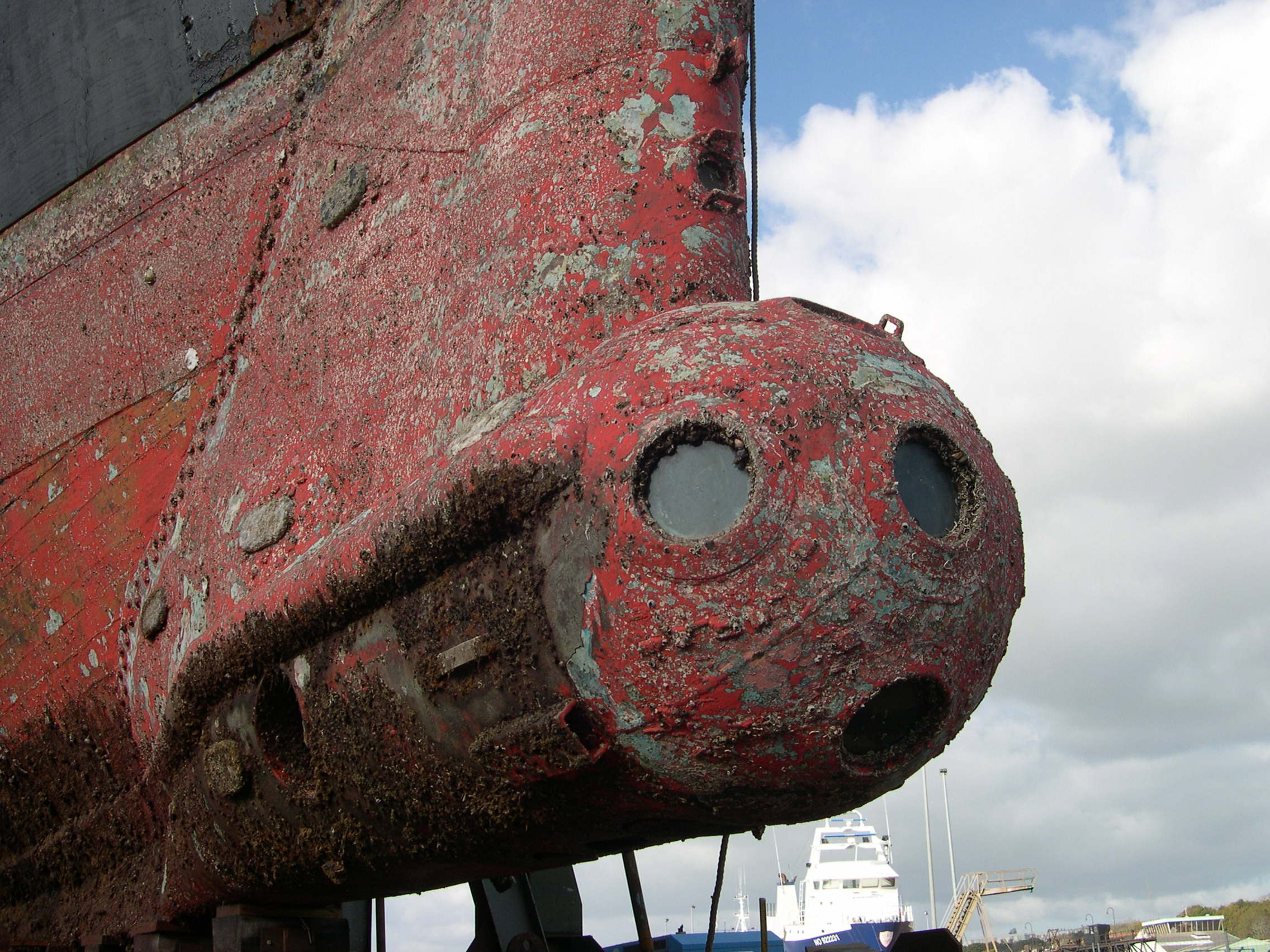
Chambre d'observation sous-marine du bulbe d'étrave de la Calypso.

Mais restée sans surveillance, faute d'argent, les éléments naturels dégradent la bâche de couleur blanche posée pour la protection solaire et des intrus volent et vandalisent le mobilier intérieur des cabines. Pour mettre fin au pillage, la plupart des équipements sont retirés des ponts à la fin de 2006.

### Après le naufrage

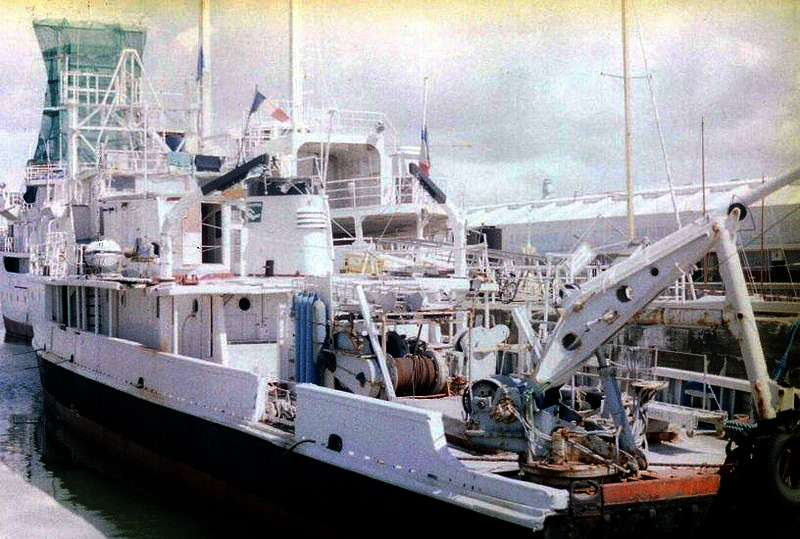
Le bateau après 1 an de présence dans le Vieux-Port de La Rochelle en 1999.

La série de procès entre The Cousteau Society présidée par Francine Cousteau, seconde et dernière épouse et héritière du commandant, et les Campagnes océanographiques françaises - dont fait partie Jean-Michel Cousteau, fils aîné du commandant et fondateur de Ocean Futures Society en 1999 -, donne lieu à l'attribution de l'épave à The Cousteau Society. Celle-ci annonce qu'elle fera rénover le navire aux États-Unis une fois réunis les fonds nécessaires, afin d'en faire un mémorial et un navire musée. En novembre 2004, une rumeur circule selon laquelle la Calypso aurait été vendue à Carnival Cruise Lines pour la somme symbolique d'un euro. Carnival aurait en effet déclaré qu'il avait l'intention de restaurer le navire pour un montant de 1,3 million de dollars, puis probablement de l'envoyer aux Bahamas comme navire-musée. The Cousteau Society et l'armateur Carnival corporation & Plc auraient alors apparemment signé un accord pour restaurer le navire.

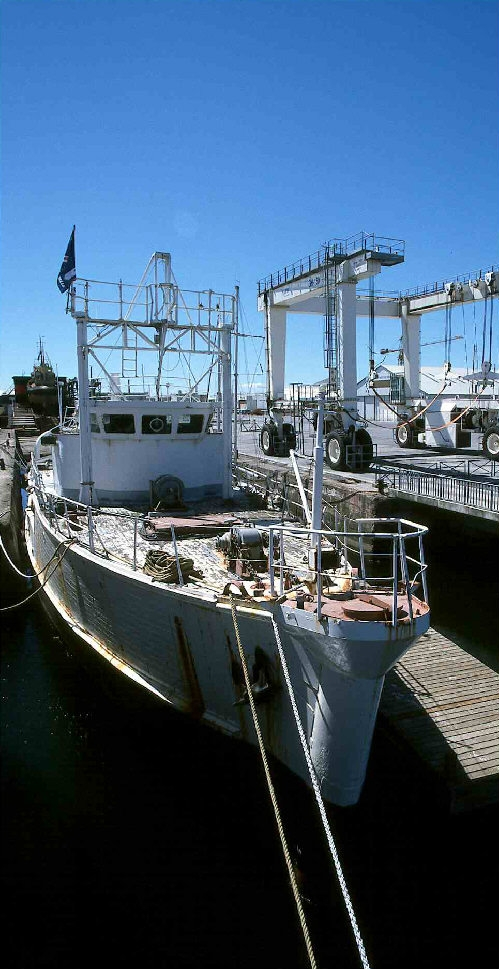
Au Vieux-Port de La Rochelle en août 2000

Le 11 octobre 2007, la Calypso quitte le bassin des chalutiers du port de La Rochelle pour être remorquée vers le port de Concarneau, afin d'être remise en état par le chantier breton Piriou, où elle arrive le 12 octobre pour être restaurée à terre, dans un hangar. Mais l'argent manque toujours et le travail de restauration s'arrête ici aussi en février 2009. Les architectes mandatés par l'Équipe Cousteau constatent des malfaçons dans certaines parties de la restauration. Selon Piriou, l'Équipe Cousteau a demandé d'effectuer des travaux supplémentaires non prévus dans le contrat initial avec un devis de 1 737 000 € et estimés à 850 000 € qui n'ont pas été payés au chantier naval, lequel assigne en justice l'Équipe Cousteau. Le navire est alors relégué dans un autre hangar de la société.
The Cousteau Society dépose en 2010 auprès du ministère de la Culture une demande pour que le bateau soit classé « patrimoine national », ce qui lui permettrait d'avoir accès à des fonds et subventions publics. En 2012, le navire est classé « bateau d'intérêt patrimonial » par la fondation du patrimoine maritime et fluvial. Le 17 septembre 2013, une pétition demandant le classement de la Calypso au titre de « patrimoine national » est mise en ligne.
Le 6 janvier 2016, l'Équipe Cousteau annonce sur son site Internet la sortie de la Calypso du hangar des chantiers Piriou pour le premier trimestre 2016. Des financements ont été trouvés pour sa restauration dans un nouveau chantier naval et, en mars 2016, la Calypso sort de son hangar sur des remorques routières électriques pour être déplacée jusqu'au bord du quai de chargement à proximité du chantier Piriou de Concarneau. Elle est grutée à bord dans la cale d'un cargo et quitte la France afin d’être rénovée à Izmit en Turquie. La rénovation du navire doit alors durer deux ans pour un coût estimé à dix millions d’euros.

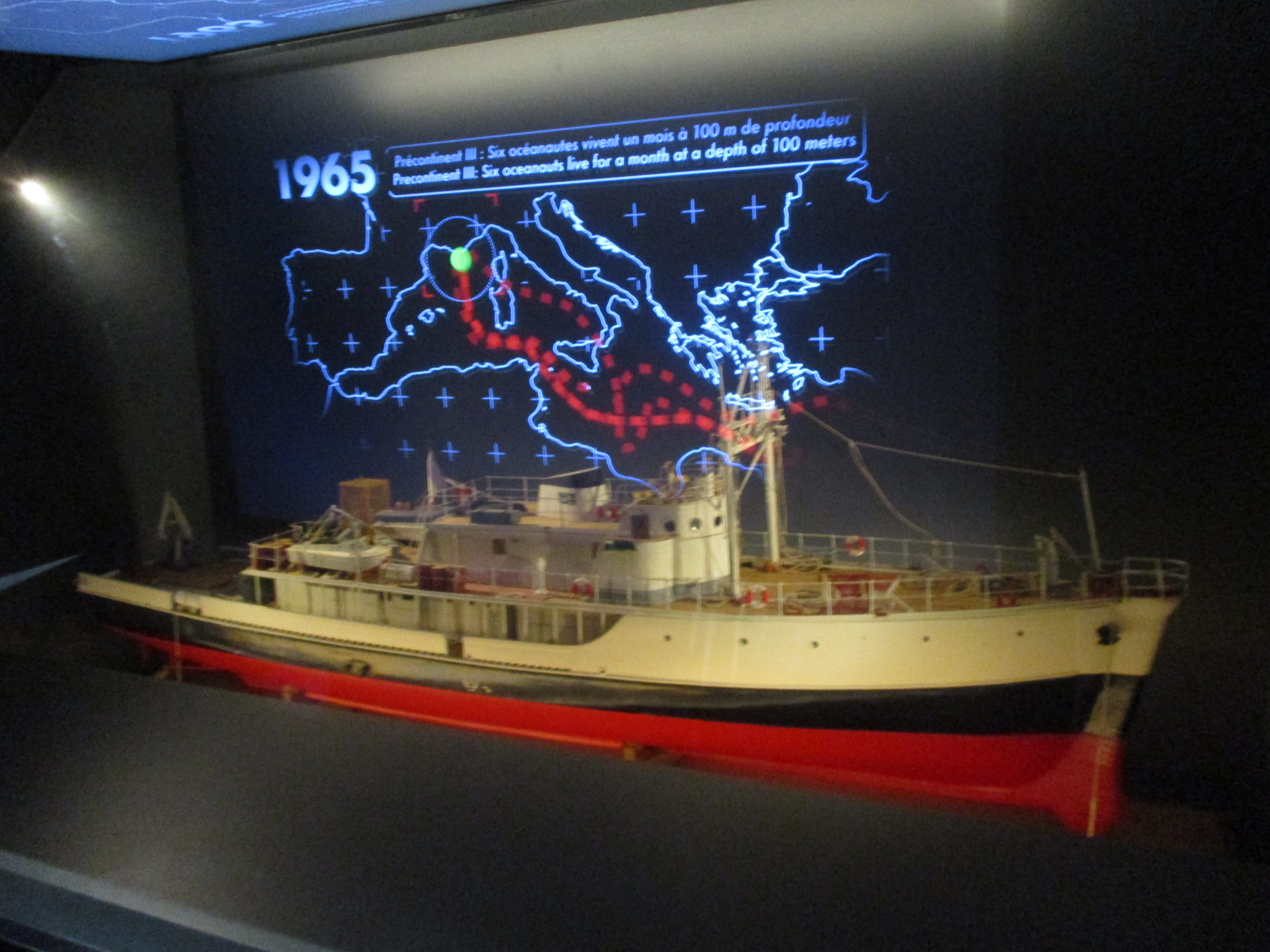
Modèle réduit du musée océanographique de Monaco.

Le 1er avril 2016, la Calypso arrive à destination et est placée sous un hangar de protection pour commencer les travaux de restauration. Après 6 mois, les travaux allant bon train, elle subit dans la nuit du 11 au 12 septembre 2017 un incendie qui brûle et dégrade une partie de sa coque en bois : les pièces métalliques (machine, œuvres mortes, passerelle, cheminée, bulbe d'observation) sont en revanche épargnés et récupérables.
Depuis cet incendie, la coque en bois a été, grâce aux assurances, réparée et reconstruite au stade où elle était au moment du sinistre, mais les travaux sont une fois de plus arrêtés et il apparaît désormais moins coûteux de reconstruire entièrement une nouvelle Calypso — puisqu'on possède la totalité des plans de détail — que de restaurer des équipements dégradés, dont une grande partie n'est d'ailleurs pas d'origine. Reste que l'idée même de figer, que ce soit dans un port ou à terre, ce navire jadis mythique qui a fait plusieurs fois le tour de la planète pour en faire découvrir de nombreux aspects au grand public et en mesurer l'évolution, est contestée par un certain nombre de voix qui pensent qu'il serait plus digne de son histoire — et moins coûteux — d'en faire un abri sous-marin à biodiversité et un spot de plongée.

## Galerie de chantier de restauration

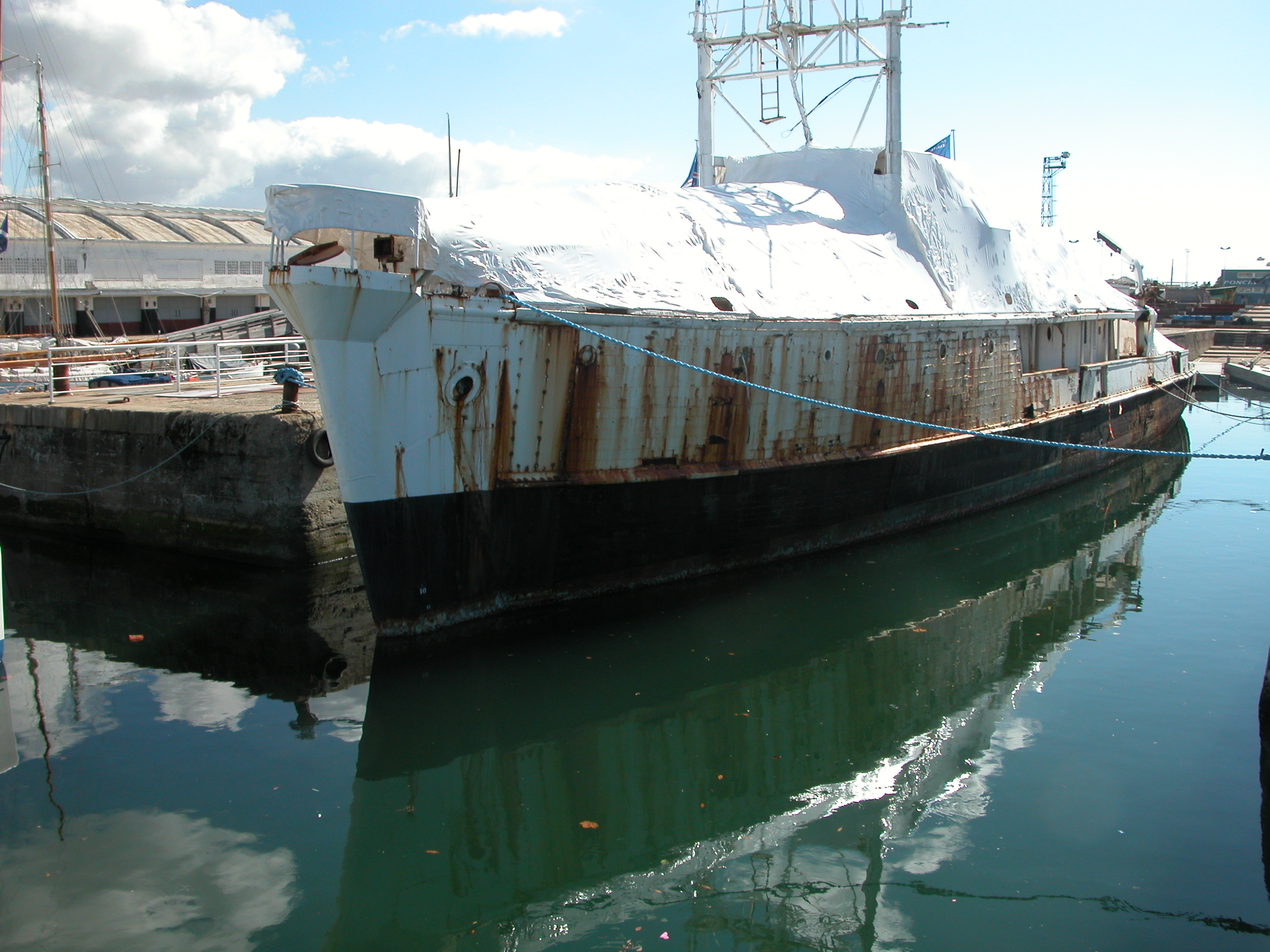
Bassin des chalutiers La Rochelle en septembre 2006
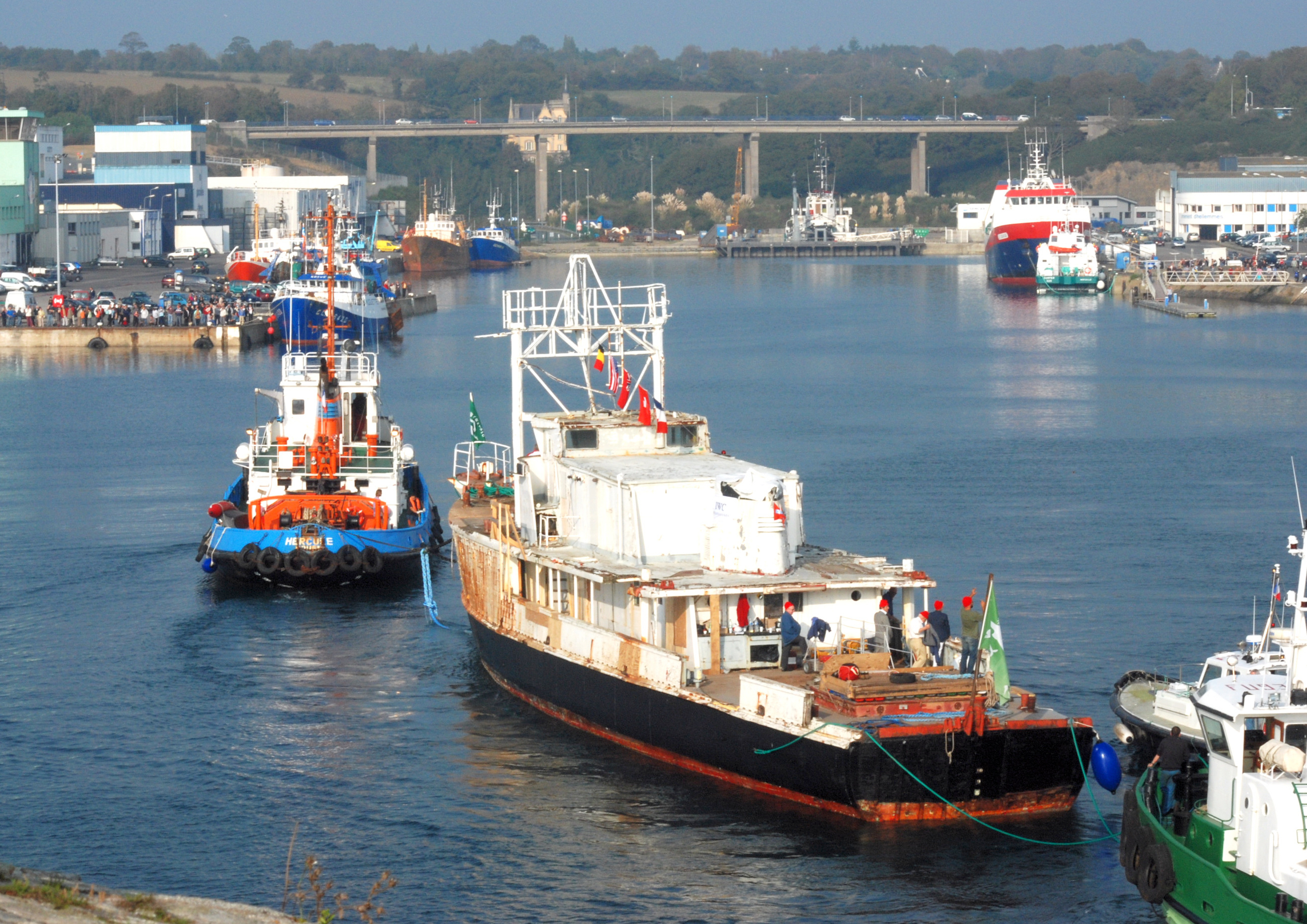
arrivée à Concarneau
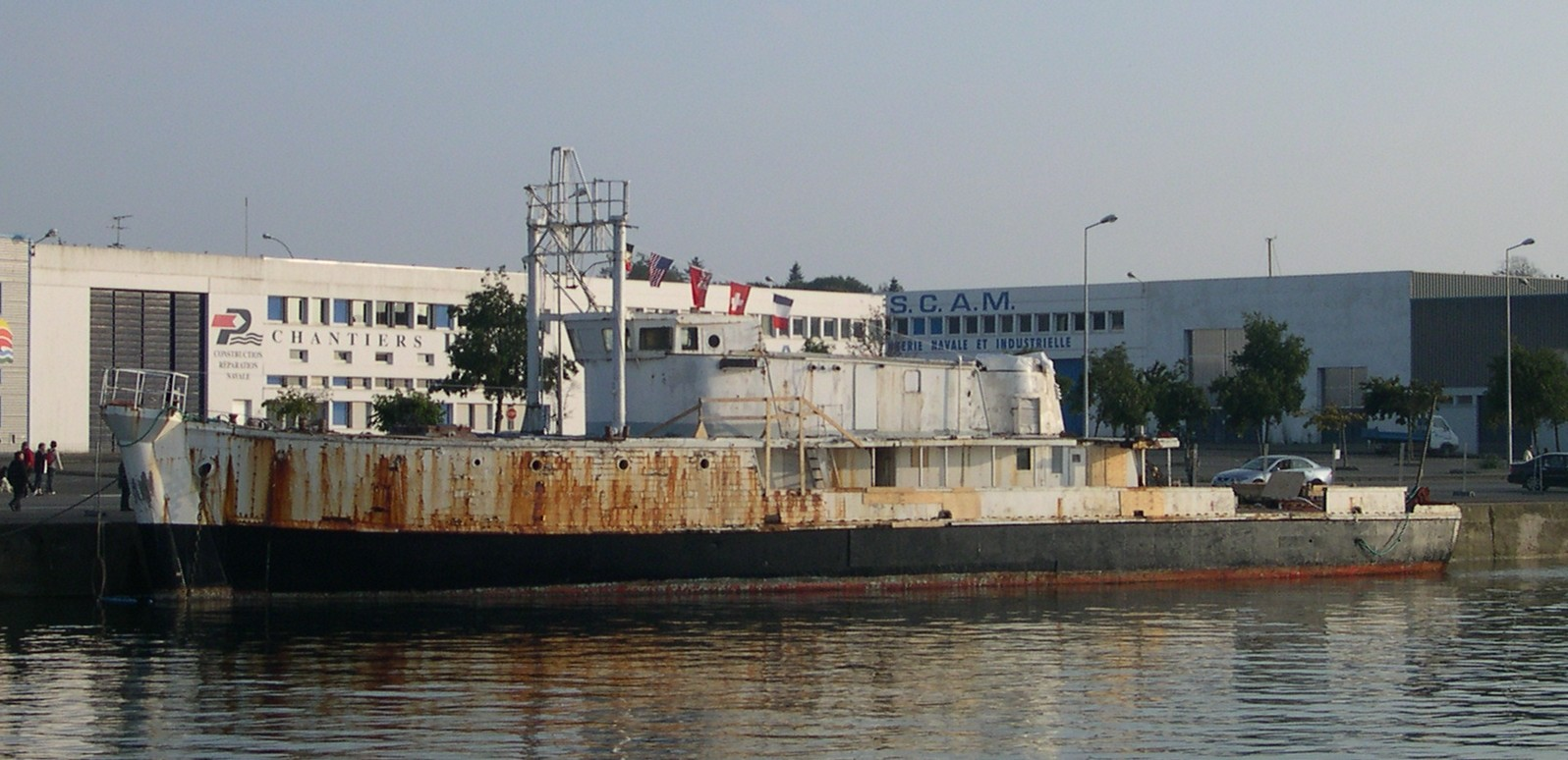
Concarneau à quai devant les chantiers Piriou le 13 octobre 2007
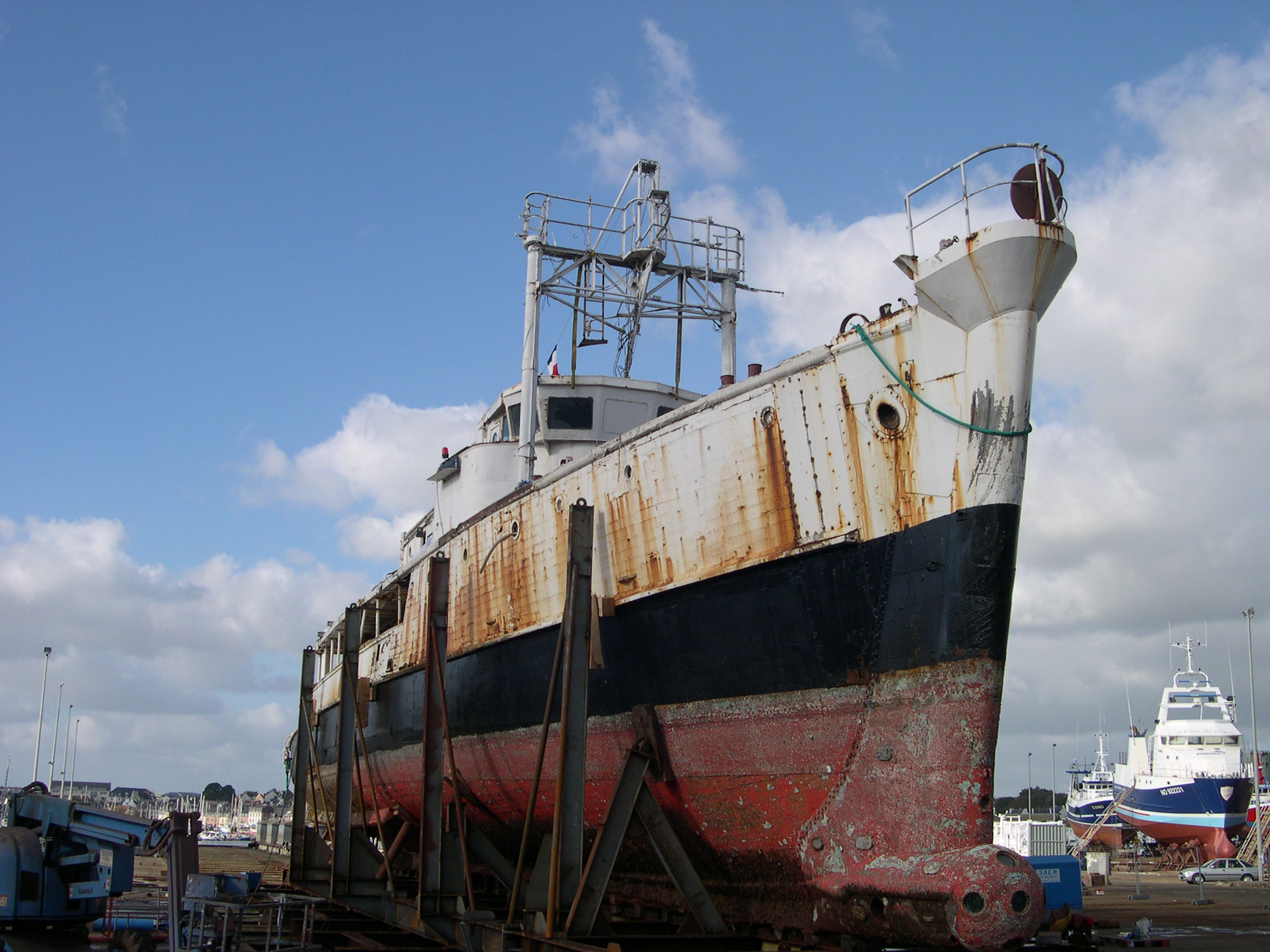
sur le slipway du chantier Piriou
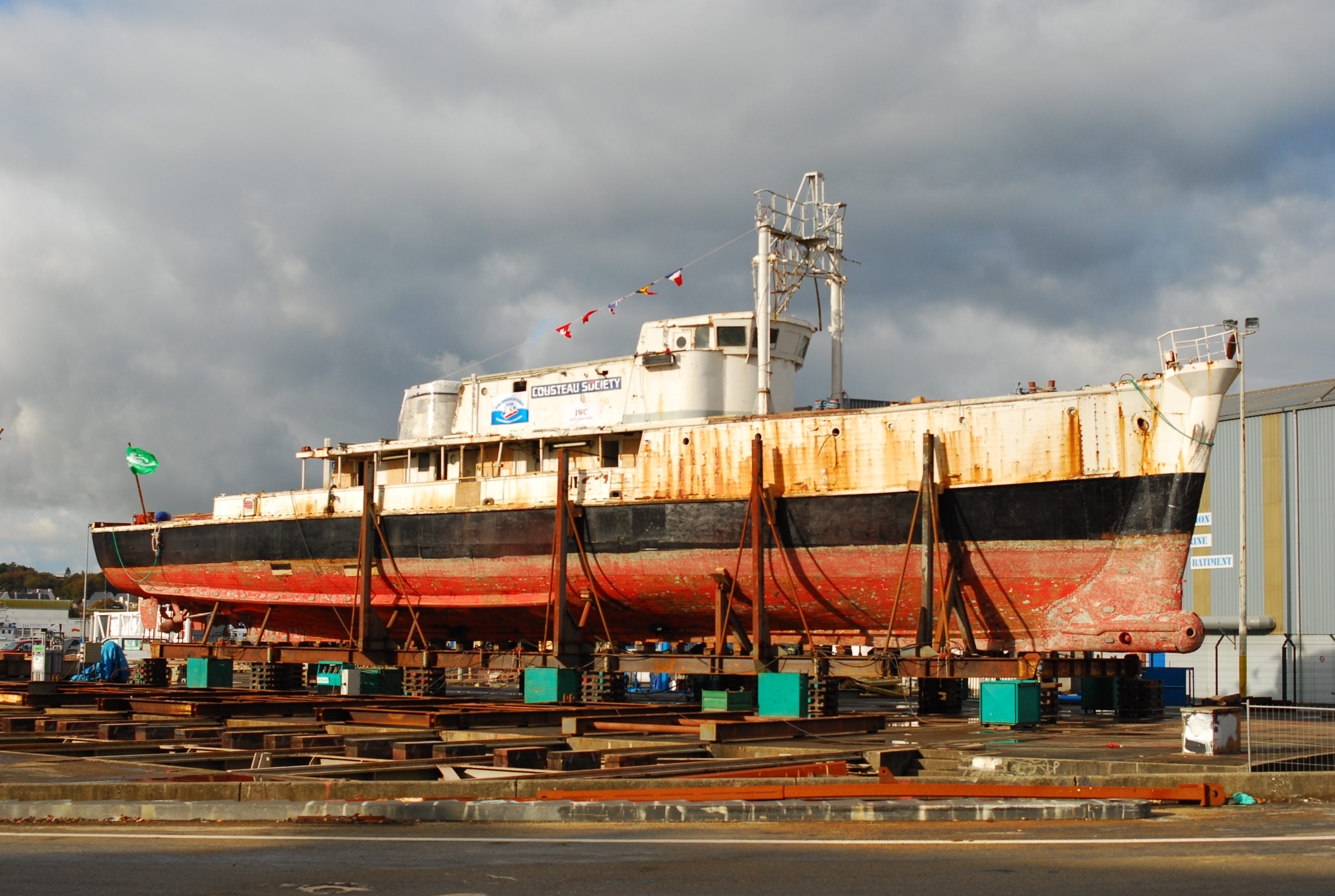
sur le terre plein des chantiers Piriou
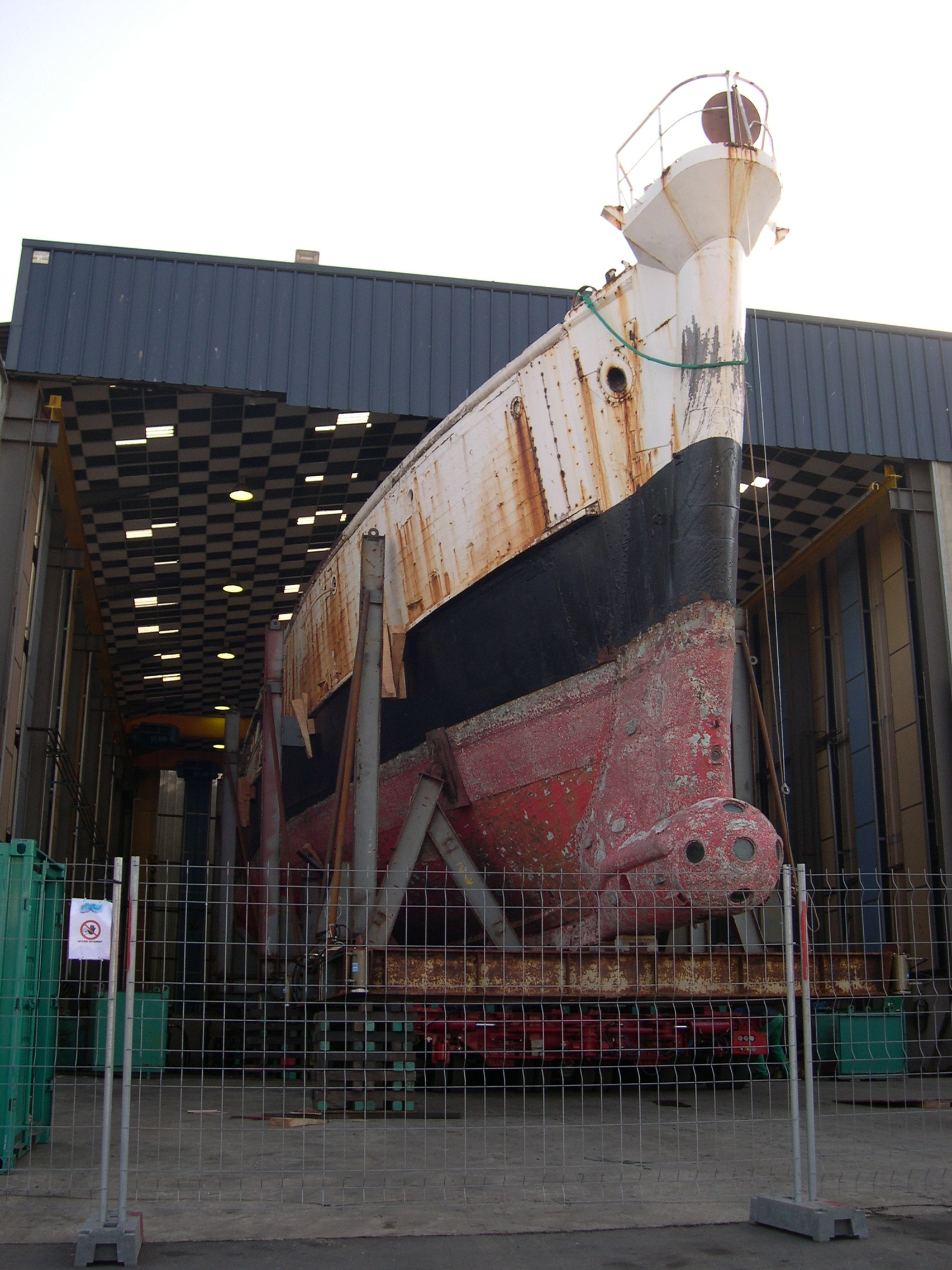
sous le hangar des chantiers Piriou
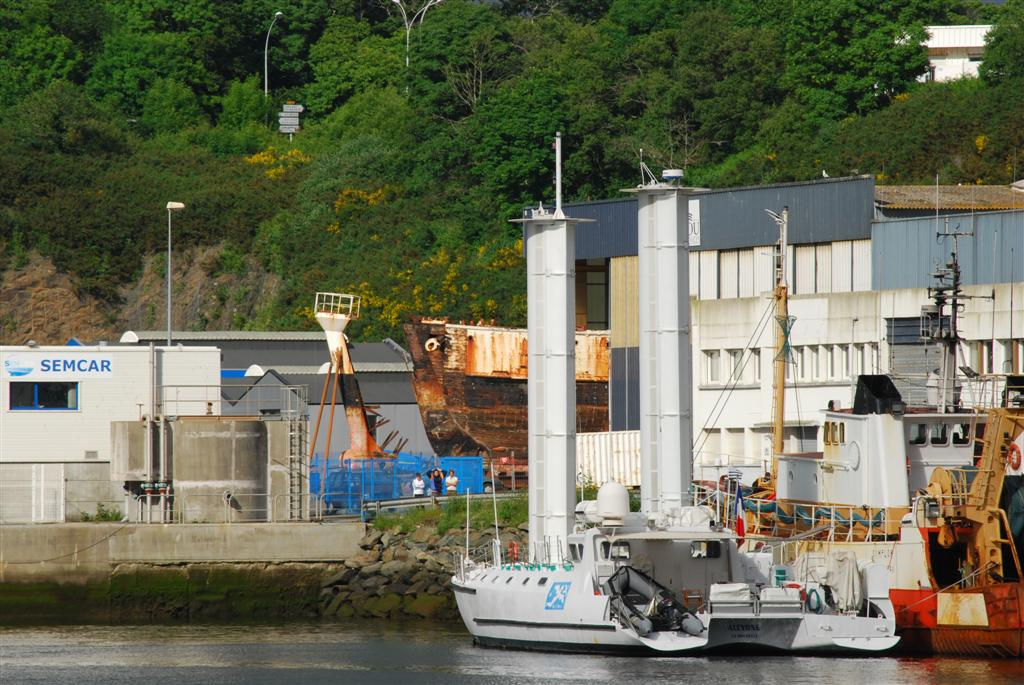
L'Alcyone à quai et l'étrave de la Calypso (en arrière-plan) au début de sa rénovation avec le bulbe d'étrave déposé.
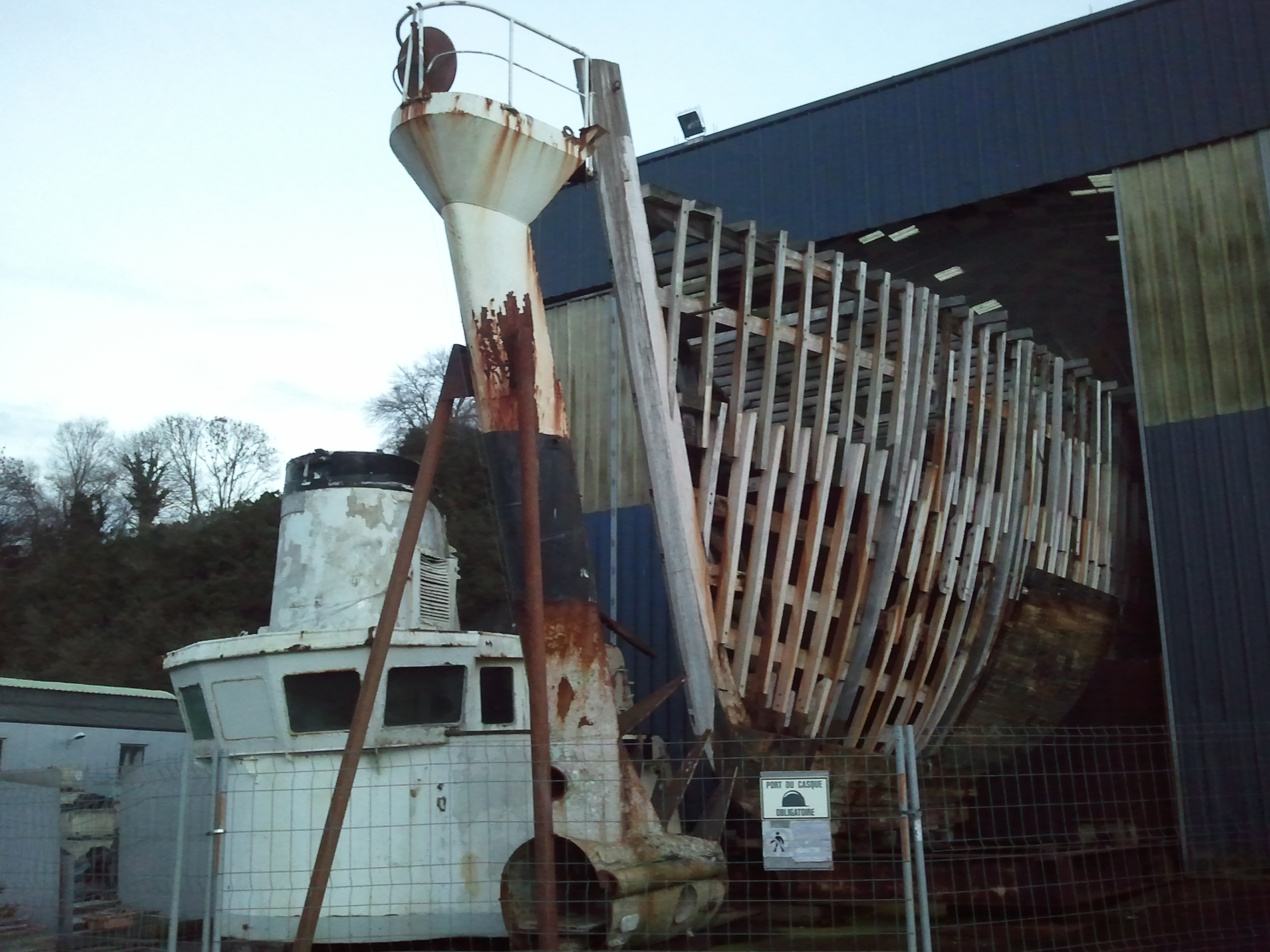
en cours de rénovation, les nouvelles membrures de sa coque, sa passerelle et son bulbe d'étrave déposé.
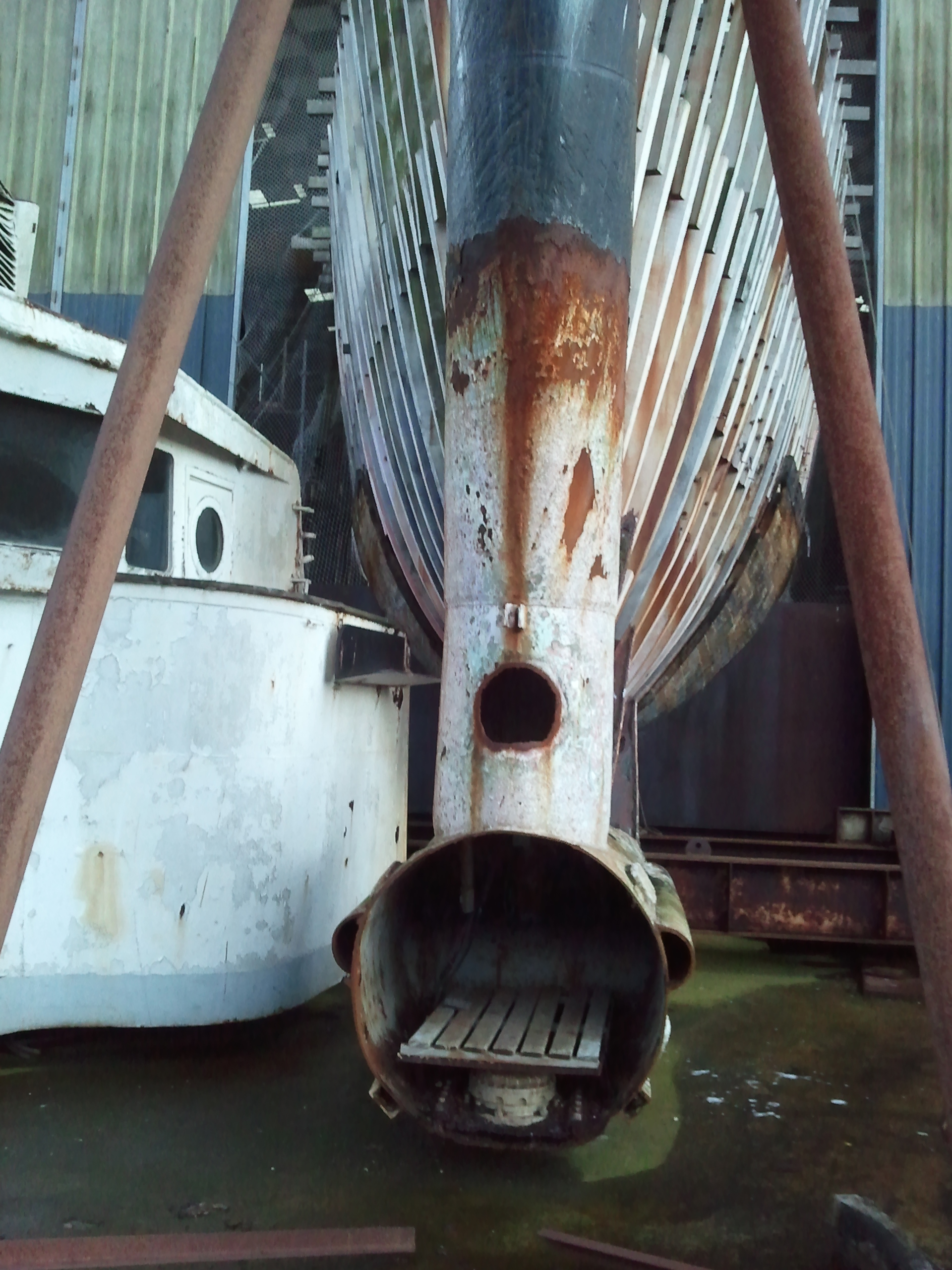
intérieur du bulbe d'étrave.

## Autres navires de Cousteau
- Alcyone est un navire expérimental à turbovoile conçu sur les directives du commandant Cousteau et les plans de l'architecte naval André Mauric, mis à l'eau en 1985 aux chantiers ACRP de La Rochelle-Palice.

- Calypso II est un second projet de bateau expérimental à turbovoile, arrêté en 1997, à la suite de la disparition du commandant Cousteau.

## Télévision
- 1942-1997 : Filmographie de Jacques-Yves Cousteau
- 1966-1976 : L'Odyssée sous-marine de l'équipe Cousteau

## Cinéma
- 1956 : Le Monde du silence, de Jacques-Yves Cousteau et Louis Malle, Palme d'or du Festival de Cannes 1956, et Oscar du meilleur film documentaire 1957.
- 1964 : Le Monde sans soleil, de Jacques-Yves Cousteau, Simone Cousteau et Albert Falco.
- 1976 : Voyage au bout du monde, de Jacques-Yves Cousteau, Philippe Cousteau et Marshall Flaum (en)
- 2016 : L'Odyssée, de Jérôme Salle, avec Lambert Wilson dans le rôle du commandant Jacques-Yves Cousteau[19],[20].

## Jeux vidéo
- 2023 : Starfield. Un modèle réduit du bateau est présent dans la bibliothèque de la loge de Constellation.